# Средний мозг
Средний мозг, или мезэнцефалон (лат. Mesencephalon; термин «мезэнцефалон» происходит от др.-греч. μέσος — «месос» — средний, и ἐγκέφᾰλος — «энкефалос» — буквально «находящийся внутри головы», то есть головной мозг) — это отдел головного мозга хордовых животных, развивающийся из среднего из трёх первичных мозговых пузырей эмбриона. Этот отдел мозга ответствен за осуществление многих важных физиологических функций, таких, как зрение, слух, контроль движений, регуляция циклов сна и бодрствования, общего уровня возбуждения ЦНС, концентрации внимания, ориентировочные, защитные и оборонительные рефлексы, регуляция болевой чувствительности, репродуктивного поведения, температуры тела.

## Анатомическое строение
Средний мозг является передней частью ствола головного мозга, находящейся между промежуточным мозгом и мостом головного мозга.
Средний мозг на секциях обычно изображают в разрезе, проведённом на уровне верхних или нижних холмиков четверохолмия.
- Горизонтальный разрез на уровне верхних холмиков четверохолмия показывает красное ядро, ядра глазодвигательного нерва и ассоциированные с ними ядра Эдингера-Вестфаля, чёрную субстанцию, ножки мозга и их основания[4].
- Горизонтальный разрез на уровне нижних холмиков четверохолмия показывает чёрную субстанцию, ядра блокового нерва, а также перекрёст верхних ножек мозжечка[4].
- На обоих разрезах виден также Сильвиев водопровод, соединяющий третий и четвёртый желудочки головного мозга, а также околоводопроводное серое вещество.[4]

Одна из удобных мнемонических техник для запоминания структур среднего мозга заключается в представлении разреза среднего мозга в виде перевёрнутой морды медведя. Тогда получается, что красные ядра — это «глаза» медведя, основания ножек мозга — это его уши, крыша мозга — это его подбородок, а покрышка и ножки среднего мозга — это «лицо», широкая часть морды.
Средний мозг состоит из крыши, среднемозговой части покрышки, Сильвиева водопровода и ножек мозга, а также нескольких отдельных ядер и пучков нервных волокон. В заднем (каудальном) направлении средний мозг граничит с задним мозгом (метэнцефалоном), состоящим из варолиева моста и мозжечка. В переднем (ростральном) направлении средний мозг граничит с промежуточным мозгом (содержащим таламус, субталамус, гипоталамус, эпиталамус и др.).
На более глубоком уровне детализации средний мозг состоит из:
- крыши, состоящей из:
  - четверохолмия, которое, в свою очередь, состоит из:
    - верхних холмиков и
    - нижних холмиков;
- среднемозговой части покрышки, состоящей из:
  - околоводопроводного серого вещества;
  - красного ядра;
  - ретикулярной формации среднего мозга;
  - ядер нескольких черепных нервов;
  - вентральной области покрышки;
  - дорсальной области покрышки;
  - чёрного вещества;
- ножек мозга;
  - основания ножек мозга.

### Крыша мозга

#### Четверохолмие
Четверохолмие — это четыре выступа (холмика, валика или бугорка), расположенные кверху (дорсальнее) Сильвиева водопровода, на относительно плоской поверхности крыши среднего мозга, называемой «пластинкой четверохолмия», или «пластинкой крыши». Верхняя задняя пара холмиков четверохолмия называется верхнее двухолмие (верхние колликулы). Нижняя задняя пара холмиков называется нижнее двухолмие (нижние колликулы).
Аналогичные структуры головного мозга у низших (анамниотических) хордовых животных (у рыб и земноводных), называются зрительными бугорками, зрительными холмиками или зрительными дольками (англ. optic lobes, не путать со зрительными буграми, под которыми подразумевается таламус, или со зрительными долями коры больших полушарий головного мозга). Четверохолмие, или «зрительные дольки», играет роль в интеграции сенсорных ощущений от глаз и органов слуха.
Четверохолмие также является местом, где перекрещиваются и переходят на противоположную сторону некоторые из волокон зрительных нервов. Однако не все волокна зрительных нервов перекрещиваются — некоторые так и продолжают идти по «своей» стороне.
Верхние холмики четверохолмия, кроме прочих своих функций, вовлечены в регуляцию саккадических движений глаз. Нижние холмики четверохолмия вовлечены в восприятие слуховой информации. Блоковый нерв выходит из задней поверхности среднего мозга, ниже нижних холмиков четверохолмия.

### Ножки мозга
Ножки мозга — это парные структуры, расположенные книзу (вентральнее) Сильвиева водопровода. Их верхние части примыкают к покрышке среднего мозга (в другом определении термина «ножка мозга» в их состав включается покрышка среднего мозга, как самая верхняя их часть). Нижние же части ножек мозга называются основаниями ножек мозга. Как в основаниях ножек, так и в покрышке среднего мозга проходят волокна кортикоспинального пути, как восходящие, так и нисходящие. На своём дальнейшем пути вверх в кору больших полушарий восходящие волокна проходят через внутреннюю капсулу и/или таламус. Аналогичный путь — через таламус или внутреннюю капсулу, затем покрышку среднего мозга или основания ножек мозга — проходят нисходящие волокна от коры больших полушарий к спинному мозгу.
Средняя часть ножек мозга (граница между покрышкой среднего мозга и «собственно телом ножки мозга») содержит чёрную субстанцию. Чёрная субстанция называется так потому, что она является единственной областью во всей нервной системе, нейроны которой содержат чёрный пигмент — меланин.
Между ножками мозга расположена межножковая ямка, углубление, заполненное спинномозговой жидкостью и являющееся частью межножковой цистерны. Глазодвигательные нервы выходят между ножками мозга, а блоковые нервы обвивают на своём пути наружу наружную поверхность нижней половины ножки соответствующей стороны. Глазодвигательный нерв ответственен за миоз (сужение зрачков, являющееся парасимпатической реакцией) и за некоторые типы движений глаз.

## Функции
Средний мозг, наряду с варолиевым мостом, мозжечком и продолговатым мозгом, относят к структурам ствола мозга. Иногда к стволовым структурам относят также и промежуточный мозг. Чёрная субстанция среднего мозга вовлечена в двигательные пути, идущие от базальных ядер. Средний мозг является архипаллическим по своему происхождению. Его общая структура осталась практически неизменной от древнейших и самых примитивных хордовых животных до человека. Дофамин, образующийся в чёрной субстанции и в вентральной области покрышки, играет важнейшую роль в регуляции общего уровня возбуждения ЦНС, уровня активности, мотивации, а также в выработке привыкания и пристрастия к той или иной обстановке, пище, виду деятельности и т. д., в том числе наркотического пристрастия, у всех хордовых, от человека до самых примитивных. Более того, области, структурно и функционально сходные со средним мозгом хордовых, обнаружены и у членистоногих, например насекомых, паукообразных, ракообразных. Лабораторные мыши, которые были селекционированы с целью вывести линию мышей, проявляющих пристрастие к «спорту» (бегу в колесе), имеют увеличенные размеры среднего мозга и в частности вентральной области покрышки Крыша среднего мозга, а именно четверохолмие, также играет роль важной релейно-ретрансляторной и интегрирующей станции для зрительной и слуховой информации на её пути в таламус.

## Эмбриональное развитие
В ходе эмбрионального развития средний мозг образуется из второго, или среднего, первичного мозгового пузыря (так называемого мезэнцефалона), расположенного между первым, или передним (так называемым прозэнцефалоном) и третьим, или задним, ромбовидным (так называемым ромбэнцефалоном), первичными мозговыми пузырями нервной трубки. В отличие от двух других первичных мозговых пузырей — переднего и заднего — средний мозговой пузырь в дальнейшем, на стадии вторичных мозговых пузырей (пятипузырьковой стадии), не подвергается разделению на два вторичных мозговых пузыря. В случае мезэнцефалона вторичный мозговой пузырь совпадает с первичным. Между тем передний мозговой пузырь (прозэнцефалон) в пятипузырьковой стадии разделяется на два вторичных мозговых пузыря — будущий конечный мозг (телэнцефалон) и будущий промежуточный мозг (диэнцефалон). Аналогичным образом, задний, ромбовидный мозговой пузырь (ромбэнцефалон) в пятипузырьковой стадии разделяется на два вторичным — будущий варолиев мост и мозжечок (метэнцефалон) и будущий продолговатый мозг (миелэнцефалон).
В период эмбрионального развития быстро делящиеся клетки зародышевого среднего мозга постепенно сдавливают и суживают внутреннюю полость среднего мозгового пузыря, которая становится просветом формирующегося Сильвиева водопровода. Чрезмерное сужение или полная закупорка Сильвиева водопровода в период эмбрионального развития среднего мозга может привести к развитию врождённой гидроцефалии.
| Первичный мозговой пузырь | Вторичные мозговые пузыри | Первичные мезомеры | Вторичные мезомеры |
| ------------------------- | ------------------------- | ------------------ | ------------------ |
| Мезэнцефалон (M)          | Мезэнцефалон (M)          | M                  | M1                 |
| Мезэнцефалон (M)          | Мезэнцефалон (M)          | M                  | M2                 |